# Mulei Braim
Mulei Braim (em francês: Moulay Brahim) ou Mulei Braim ibne Amade Megari ({{langx|fr|Moulay Brahim ben Ahmed Mghari; m. 1661), também chamado Tayr Lejbel ("ave da montanha" em berbere), foi um célebre santo sufi de Marrocos. Era neto de Abedalá ibne Huceine Alhaçani, fundador c. 1525 da zauia (confraria muçulmana) de Tameslouht, uma das maiores zauias da região de Marraquexe. Mulei Braim fundou a sua própria zauia em 1628, durante o reinado de Mulei Zidane, o sultão saadiano de Marraquexe, na aldeia de Kik, que depois passou a chamar-se Moulay Brahim.